# Aphyosemion kouamense
Aphyosemion kouamense är en fiskart som beskrevs av Legros, 1999. Aphyosemion kouamense ingår i släktet Aphyosemion och familjen Nothobranchiidae. IUCN kategoriserar arten globalt som otillräckligt studerad. Inga underarter finns listade i Catalogue of Life.